# Roemeria refracta
Roemeria refracta là một loài thực vật có hoa trong họ Anh túc. Loài này được DC. miêu tả khoa học đầu tiên năm 1821.

## Hình ảnh

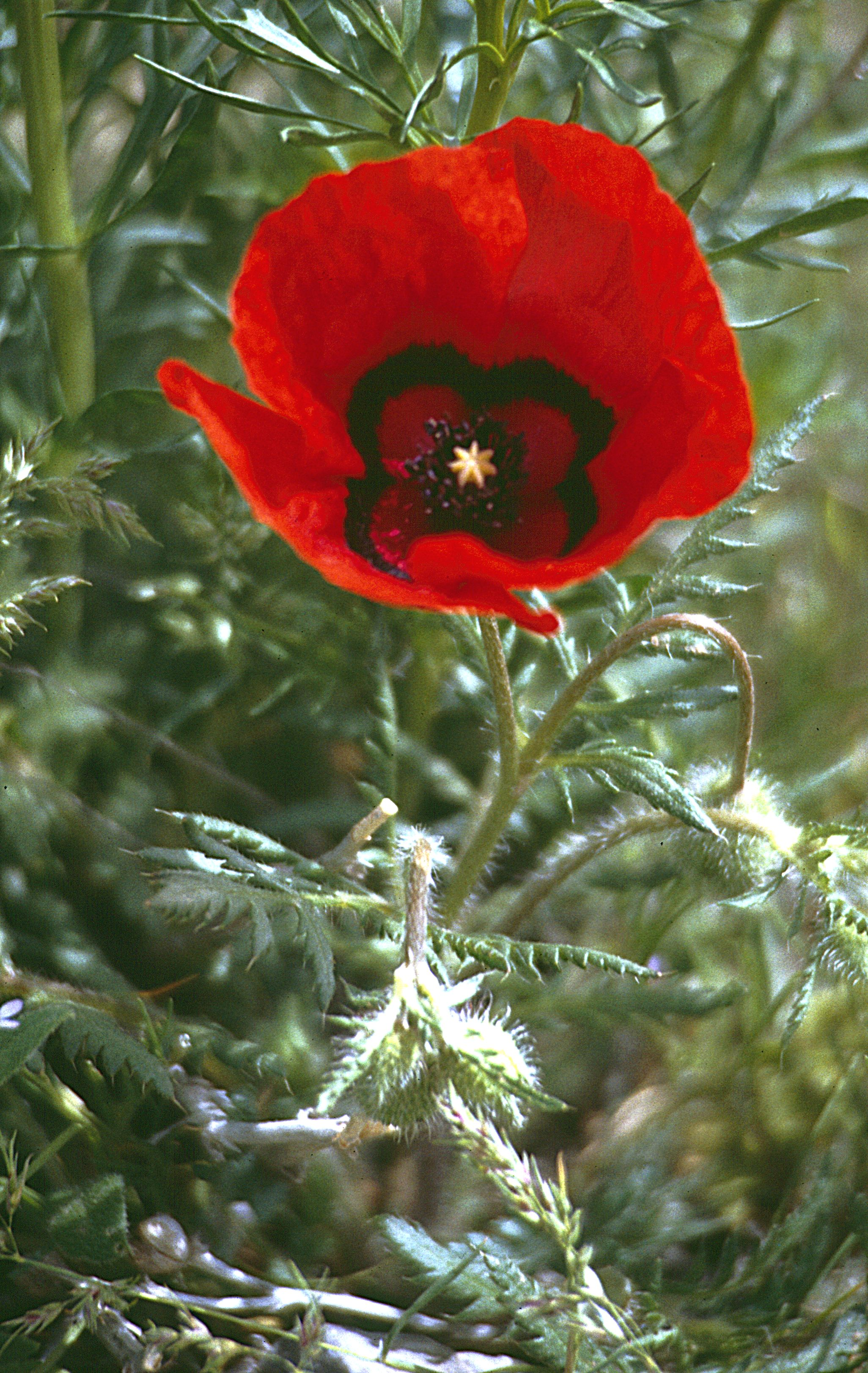
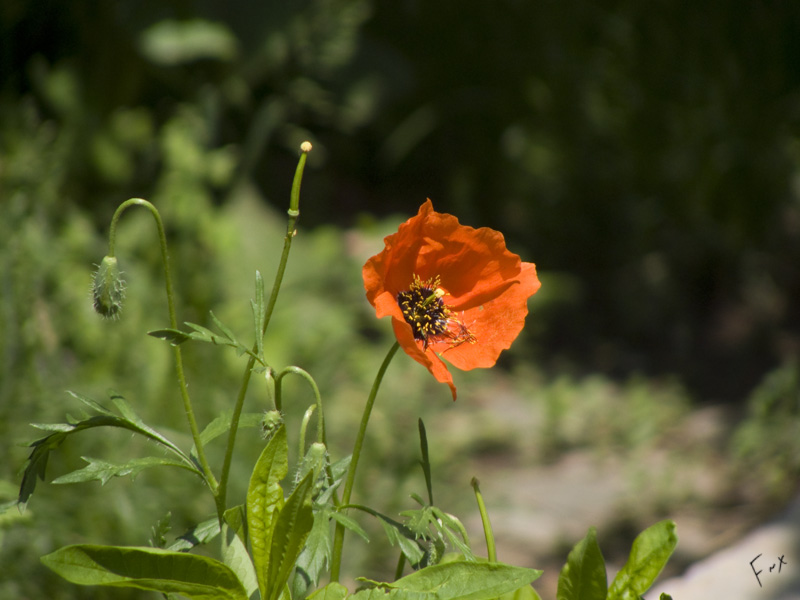